# قانون انتخابات آزاد
قانون انتخابات آزاد (به‌اختصار: «ق.ا.آ») عنوان مجموعه‌ای از پیشنهادهای اصلاحی است که از سال ۱۴۰۴ خورشیدی توسط برخی انجمن‌های حقوق بشری، تشکل‌های دانشجویی و شماری از نمایندگان اُسبق اصلاح‌طلب برای «برگزاری انتخابات واقعاً آزاد، عادلانه و رقابتی» در ایران مطرح شده‌است. بنابر جست‌وجو در سامانه قوانین مجلس، تا تاریخ ۵ تیر ۱۴۰۴ هیچ لایحهٔ رسمی با این عنوان ثبت نشده و متن کامل پیش‌نویس نیز در وبگاه‌های دولتی در دسترس نیست؛ ازاین‌رو مطالب مرتبط بیش‌تر در قالب بیانیه‌های جامعهٔ مدنی و گزارش سازمان‌های بین‌المللی بازتاب یافته‌است.

## پیشینه
- نخستین مطالبهٔ «انتخابات آزاد» به‌صورت منسجم پس از اعتراضات به نتایج انتخابات ریاست‌جمهوری ۱۳۸۸ مطرح شد.[۳]
- در ۳ بهمن ۱۳۹۷، دولت وقت «لایحه جامع انتخابات» را با قید یک‌فوریت به مجلس فرستاد؛ این لایحه هیچ‌گاه تصویب نهایی نشد.[۴]
- مجلس یازدهم در ۲۳ آبان ۱۴۰۳ به دو فوریت طرح اصلاح بندهایی از «قانون انتخابات مجلس» رأی داد.[۵][۶]

## اهداف کلیدی پیشنهادی
1. لغو کامل یا محدودسازی «نظارت استصوابی» شورای نگهبان و اصلاح اصل ۹۹ قانون اساسی.
2. تشکیل «کمیسیون مستقل انتخابات» با اختیارات اجرایی و بودجهٔ مصوب.
3. الزامی‌کردن شفافیت مالی احزاب و نامزدها از طریق سامانهٔ برخط.
4. جرم‌انگاری صَرف منابع نیروهای مسلح و نهادهای وابسته در فرآیند انتخابات.
5. دسترسی برابر نامزدها به رسانه‌های دولتی و فضای عمومی تبلیغات.

## مواد برجستهٔ پیش‌نویس (نسخهٔ منتشرنشده)
| ماده پیشنهادی       | چکیده                                                                                                   |
| ------------------- | --- |
| حق رأی برابر        | حق رأی برای تمامی شهروندان ۱۸ سال به بالا، بدون تبعیض جنسیتی، قومی یا مذهبی.                            |
| تقویم ثابت انتخابات | اعلام تاریخ انتخابات دست‌کم شش‌ماه قبل و منع تغییر آن مگر در «وضعیت اضطرار ملی».                          |
| ثبت‌نام الکترونیک    | امکان ثبت آنلاین برای نامزدها با شرایط حداقلی (تابعیت، ۳۰ سال سن، عدم محکومیت قطعی کیفری عمدی).         |
| شفافیت مالی         | سقف مخارج کمپین، حساب بانکی اختصاصی و انتشار لحظه‌ای تراکنش‌ها در وبگاه رسمی کمیسیون.                     |
| رسیدگی به شکایات    | تشکیل «دادگاه ویژه انتخابات» با مهلت ۴۸ ساعته برای صدور رأی بدوی و امکان تجدیدنظر در دیوان عدالت اداری. |

## روند احتمالی تصویب
بر اساس پیشنهاد تدوین‌کنندگان، این لایحه باید ابتدا در کمیسیون امور داخلی و شوراهای مجلس بررسی شود، سپس با رأی دوسوم نمایندگان در صحن تصویب و در نهایت طبق اصل ۵۹ قانون اساسی به همه‌پرسی سراسری گذاشته شود. تاکنون هیچ‌یک از این مراحل به‌طور رسمی آغاز نشده‌است.

## واکنش‌ها

### حمایت‌ها
- بیش از ۴۰ سازمان مدنی داخل و خارج کشور در بیانیه‌ای مشترک خواستار بررسی لایحه شدند.[۹]
- گزارش «خانه آزادی» ۱۴۰۴ این ابتکار را «گامی در جهت بهبود شاخص دموکراسی ایران» دانست.

### انتقادات
- برخی نمایندگان اصولگرا حذف نظارت استصوابی را «مغایر با اسلامیت نظام» خوانده‌اند.[۱۰]
- مرکز پژوهش‌های مجلس در گزارشی درباره «هزینه‌های بالای زیرساخت الکترونیک و امکان مداخله سایبری» هشدار داده‌است.

## جایگاه در گذار دموکراتیک
برخی نظریه‌پردازان گذار معتقدند تصویب چنین قانونی، همراه با تشکیل کمیسیون مستقل انتخابات، می‌تواند به‌عنوان «قفل دوگانهٔ تضمین رقابت» (dual lock-in) مانع بازگشت به انتخابات مهندسی‌شده در دورهٔ انتقال دموکراتیک شود.